# Filone di Larissa
Filone di Larissa (in greco antico: Φίλων?, Phìlōn; Larissa, 159/158 a.C. – Roma, 84/83 a.C.) è stato un filosofo greco antico, allievo di Clitomaco, al quale succedette come scolarca dell'Accademia di Atene.
Fu un filosofo scettico, ma seguì un indirizzo più moderato rispetto a quello del suo maestro e di Carneade. Sebbene il suo nome storico sia "Filone", al quanto pare, grazie alle recenti scoperte dei Papiri di Ercolano, si evince che invero, il suo nome era "Filione di Larissa" e non "Filone" come si è sempre creduto. Nessuna delle sue opere è sopravvissuta.

## Vita
Filone soggiornò ad Atene dove divenne allievo di Clitomaco, al quale succedette a capo dell'Accademia nel 110/9 a.C. Secondo Sesto Empirico fu il fondatore della Quarta Accademia e ultimo scolarca, sebbene altri autori si rifiutino di ammettere l'esistenza separata di più di tre Accademie. Fu maestro di Antioco di Ascalona , che sarebbe diventato il suo avversario nella scuola platonica e fondatore della cosiddetta Quinta Accademia. Durante la prima guerra mitridatica che avrebbe visto la distruzione dell'Accademia, si trasferì a Roma nell'88 a.C. A Roma tenne lezioni di retorica e filosofia e radunò intorno a sé numerosi allievi illustri tra i quali Cicerone fu il più famoso ed entusiasta .

## Pensiero
Conosciamo il suo pensiero grazie a Numenio di Apamea, Sesto Empirico e Cicerone. 
Secondo Filone occorre distinguere tra evidenza e percezione. La realtà è evidente quando è presente nel nostro pensiero ma questo non vuol dire che quella è stata veramente oggetto di percezione. Anche una cosa elaborata dall'immaginazione può essere presente nella mente. È dunque impossibile un sapere certo poiché non potendo distinguere in ciò che è nella nostra mente ciò che è stato percepito e ciò che non lo è stato, il vero e il falso rientrano nella probabilità.
Comunque l'uomo può tentare di raggiungere un sapere autentico attraverso le opinioni e la ricerca di quelle ipotesi che appaiano più solide. Sulla base di questo sapere sufficientemente fondato si può elaborare una morale abbastanza sicura. In questo modo Filone non crede più nella regola scettica che imponeva la sospensione radicale dell'assenso e propende ormai per un più moderato eclettismo che troverà piena applicazione nel pensiero del suo allievo Cicerone.